# Bobby Kennedy (futbolista)
Bobby Kennedy (Motherwell, Escocia; 23 de junio de 1937 – 11 de enero de 2025) fue un futbolista y entrenador de fútbol escocés que jugó en las posiciones de extremo y defensa.

## Carrera

### Club
| Periodo   | Club               | Apariciones | Goles |
| --------- | ------------------ | ----------- | ----- |
| 1957-1961 | Kilmarnock FC      | 85          | 1     |
| 1961–1969 | Manchester City FC | 254         | 9     |
| 1969-1971 | Grimsby Town FC    | 84          | 1     |
| 1972-1973 | Drogheda United FC | 3           | 0     |

### Selección nacional
Jugó para Escocia en la categoría sub-23 en una ocasión en 1969.

### Entrenador
| Equipo        | País       | Año       | Récord | Récord | Récord | Récord |
| Equipo        | País       | Año       | J      | G      | E      | P      |
| ------------- | ---------- | --------- | ------ | ------ | ------ | ------ |
| Grimsby Town  | Inglaterra | 1969–1971 | 110    | 34     | 28     | 48     |
| Bradford City | Inglaterra | 1975–1978 | 157    | 54     | 49     | 54     |
| Total         | Total      | Total     | 267    | 88     | 77     | 102    |

## Vida personal
Su hija Lorraine también fue futbolista, jugó con el Bradford City Women's FC y también fue seleccionada nacional con Escocia, y luego pasó a entrenar al Bradford City Women's FC. Su hijo Graeme también fue futbolista a nivel semi-profesional como guardameta, y luego pasó a ser entrenador de los equipos filiales del FC Halifax Town y el Bradford City AFC.

## Logros
- Primera División de Inglaterra (1): 1967/68
- Segunda División de Inglaterra (1): 1965/66
- FA Cup (1): 1968/69
- FA Charity Shield (1): 1968